# Ващенко-Демпель, Татьяна Гавриловна
Ващенко-Демпель Татьяна Гавриловна (12 января 1908, Ялта — 7 февраля 1986, Киев) — советская балерина лирико-романтического плана, актриса музыкальной комедии, известная по выступлениям в Одесском театре оперы и балета и Киевском театре оперетты. Заслуженная артистка УССР (1950).

## Жизнь и творчество
Татьяна Демпель родилась 12 января 1908 в Ялте.
В 1927 во время учебы в Московском хореографическом техникуме (педагог A. M. Meccepep) познакомилась с Павлом Вирским, который в то время под руководством опытных мастеров классического танца этого техникума совершенствовал свое мастерство. Впоследствии, переехав в 1928 году на Украину, талантливая танцовщица стала постоянной партнершей выдающегося украинского танцовщика и хореографа.
В 1928—1933 — артистка Одесского театра оперы и балета.
В 1933—1934 — артистка Харьковского театра оперы и балета им. Н. Лысенко
В 1934—1941 — артистка Киевского театра оперы и балета им. Т Г Шевченко
В 1941—1962 — артистка Киевского театра оперетты. С 1962 — педагог студии при этом театре.
Умерла 7 февраля 1986 в Киеве.

## Партии
- Раймонда («Раймонда» Глазунова)
- Одетта-Одилия, Аврора («Лебединое озеро» Чайковского)
- Эсмеральда («Эсмеральда» Пуни)
- Карманьйола («Карманьйола» Фемелиди)
- Сильвестра («Мещанин из Тосканы» Нахабина)
- Хасинта («Лауренсия» Крейн)
- Индора («Ференджи» Яновского)
- Китри («Дон Кихот» Минкуса)
- Тао Хоа («Красный мак» Глиэра)
- Медора («Корсар» Адана)